# 名護御殿
名護御殿（なごうどぅん）は、尚質王の三男・尚弘仁、名護王子朝元（1650年6月9日（順治7年5月11日） - 1682年9月23日（康煕21年8月22日））を元祖とする琉球王族。第二尚氏の分家で、代々名護間切（現・名護市（羽地・屋我地の両地区除く））の按司地頭を務めた琉球王国の大名。
一世・朝元は、1682年、慶賀使として江戸上りを行っている。三世・朝栄、四世・朝宜、五世・朝長は、慶賀使としてそれぞれ薩摩へ派遣されている。九世・朝忠の時、廃藩置県を迎えた。

## 系譜
- 一世・尚弘仁、名護王子朝元
- 二世・向承勲、名護按司朝有
- 三世・向世恩、名護按司朝栄
- 四世・向伯忠、名護按司朝宜
- 五世・向允猷、名護按司朝長（朝宜次男。兄・朝永が大村御殿へ養子入りしたため、家統を継ぐ）
- 六世・向克明、名護按司朝寛
- 七世・向良弼、名護按司朝紀（朝寛次男。長兄・朝郁早世のため、家統を継ぐ）
- 八世・向國棟、名護按司朝英
- 九世・尚脩、名護王子朝睦（尚灝王九男。朝英の養子となるも早世。）
- 八世・向國柱、名護按司朝挙（朝紀次男）
- 九世・向文治、名護按司朝忠（分家八世の名護里之子親雲上朝功の長男。朝挙の養子となる）